# Xahid
Xahid (de l'àrab شهيد, xahīd', en plural شهداء, xuhadāʾ, en femení شهيدة, xahīda, literalment ‘testimoni’) és el nom aplicat generalment als màrtirs en l'islam.
Els ritus associats als màrtirs al camp de batalla inclouen el tractament del cos (ghusl), els vestits i les pregàries. També s'aplica als qui moren de manera prematura i violenta al servei de Déu o per accident o malaltia. És un títol que també es dona ocasionalment de manera honorífica als qui moren de mort natural, però han fet algun acte meritori.
A partir dels anys 1980 els qui s'immolen en accions qualificades de terroristes són considerats xahids pels seus correligionaris; aquesta pràctica ha estat utilitzada per activistes palestins, per grups combatents xiïtes del Líban i pels talibans a l'Afganistan i al Pakistan, així com pels seguidors d'al-Qaida arreu del món.